# Arrondissement di Le Puy-en-Velay
L'arrondissement di Le Puy-en-Velay è una suddivisione amministrativa francese, situata nel dipartimento dell'Alta Loira e nella regione dell'Alvernia-Rodano-Alpi.

## Composizione
L'arrondissement di Le Puy-en-Velay raggruppa 116 comuni in 16 cantoni:
- cantone di Allègre
- cantone di Cayres
- cantone di Craponne-sur-Arzon
- cantone di Fay-sur-Lignon
- cantone di Loudes
- cantone di Le Monastier-sur-Gazeille
- cantone di Pradelles
- cantone di Le Puy-en-Velay-Est
- cantone di Le Puy-en-Velay-Nord
- cantone di Le Puy-en-Velay-Ovest
- cantone di Le Puy-en-Velay-Sud-Est
- cantone di Le Puy-en-Velay-Sud-Ovest
- cantone di Saint-Julien-Chapteuil
- cantone di Saint-Paulien
- cantone di Solignac-sur-Loire
- cantone di Vorey